# SXW
SXW (pour Sun XML Writer) est l’extension du format de fichier OpenOffice.org XML pour les documents texte. Ce format est celui par défaut pour les documents créés par la suite OpenOffice.org jusqu'à la version 1.1.5 incluse.
Depuis la version 2, OpenOffice.org XML a été remplacé par le format OpenDocument, avec l’extension .odt pour les documents textes.
SXW (comme OpenDocument) défini en fait un fichier compressé de type zip. Il contient des fichiers au format XML, ainsi que les images et les autres médias éventuellement placés dans le document.